# タッカー・ゲイツ
タッカー・ゲイツ（Tucker Gates）は、アメリカ合衆国のテレビ監督、プロデューサーである。ABCの『エイリアス』、『LOST』のエピソードを多数監督したことで知られる。他に、『Weeds ママの秘密』、『カーニバル』、『ポイントプレザントの悪夢』、『HUFF〜ドクターは中年症候群』、『ボストン・リーガル』、『ロズウェル - 星の恋人たち』、『ブラザーズ&シスターズ』、『HOMELAND』、『Parks and Recreation』でゲスト監督を務めた。

## 主な監督作品
- Xファイル The X-Files (1996-1997)
  - 第3シーズン第19話「賭博（英語版）」
  - 第4シーズン第11話「カビ（英語版）」

- エンジェル Angel (1999)
  - 第1シーズン第9話「ヒーロー（英語版）」

- CSI:科学捜査班 CSI: Crime Scene Investigation (2002)
  - 第3シーズン第4話「遺伝子への憎しみ」

- HUFF〜ドクターは中年症候群 Huff (2004)
  - 第1シーズン第4話「コントロール」

- ボストン・リーガル Boston Legal (2004)
  - 第1シーズン第6話「Truth Be Told」

- LOST Lost (2004-2010)
  - 第1シーズン第8話「手紙（英語版）」
  - 第1シーズン第17話「沈黙の陰（英語版）」
  - 第1シーズン第22話「タイムカプセル（英語版）」
  - 第3シーズン第6話「誓い（英語版）」
  - 第6シーズン第4話「代理（英語版）」
  - 第6シーズン第9話「長く仕えし者（英語版）」
  - 第6シーズン第15話「白と黒（英語版）」

- カーニバル Carnivàle (2005)
  - 第2シーズン第6話「ダマスカスへの道」

- ポイントプレザントの悪夢 Point Pleasant (2005)
  - 第1シーズン第1話「Pilot」

- エイリアス Alias (2005-2006)
  - 第5シーズン第3話「犯罪組織シェッド」
  - 第5シーズン第9話「記憶の謎」
  - 第5シーズン第11話「母と娘と…」
  - 第5シーズン第15話「サンチエロの薔薇　」
  - 第5シーズン第17話「永遠が見える時」

- Weeds ママの秘密 Weeds (2005-2006)
  - 第1シーズン第7話「Higher Education」
  - 第2シーズン第6話「Crush Girl Love Panic」

- ザ・オフィス The Office (2006-2011)
  - 第3シーズン第7話「支社の閉鎖騒動（英語版）」
  - 第3シーズン第22話「女性を理解する会（英語版）」
  - 第4シーズン第17話「Job Fair」
  - 第7シーズン第17話「Threat Level Midnight」

- サマンサ Who? Samantha Who? (2007)
  - 第1シーズン第7話「ホッケーデート」
  - 第1シーズン第9話「恋」

- アンダーカバー Undercovers (2010)
  - 第1シーズン第3話「暗号解読」
  - 第1シーズン第11話「テロリストの真意」

- Dr.HOUSE House (2010)
  - 第7シーズン第7話「病院封鎖（英語版）」
  - 第7シーズン第17話「セカンド・チャンス（英語版）」

- HOMELAND Homeland (2011)
  - 第1シーズン第8話「弱点（英語版）」
  - 第5シーズン第9話 「en:The Litvinov Ruse」
  - 第6シーズン第7話

- Parks and Recreation (2011-2012)
  - 第3シーズン第4話「Ron & Tammy: Part Two」
  - 第4シーズン第11話「The Comeback Kid」

- ハウス・オブ・カード 野望の階段 (2015)
  - 第3シーズン第3話、第4話

- ベイツ・モーテル (2013-)
  - 第1シーズン第1、2、6、9、10話
  - 第2シーズン第1、2、9、10話
  - 第3シーズン第1、2、9、10話
  - 第4シーズン第1話
- 宇宙探査艦オーヴィル The Orville (2017)
  - 第7話
- パトリオット (2017)
  - 第1シーズン第6話
- HOMELAND (2018)
  - 第7シーズン第8話
- ターミナル・リスト The Terminal List (2022)
  - 第1シーズン第5話